# Campeonato Uruguaio de Futebol de 1983
O Campeonato Uruguaio de Futebol de 1983 foi a 52ª edição da era profissional do Campeonato Uruguaio. O torneio consistiu em uma competição com dois turnos, no sistema de todos contra todos. O campeão foi o Nacional.

## Classificação[2]
| Pos | Equipe               | Pts | J  | V  | E  | D  | GP | GC | SG  |
| --- | -------------------- | --- | -- | -- | -- | -- | -- | -- | --- |
| 1º  | Nacional             | 38  | 24 | 16 | 6  | 2  | 46 | 13 | 33  |
| 2º  | Danubio              | 29  | 24 | 10 | 9  | 5  | 37 | 21 | 16  |
| 3º  | Defensor             | 29  | 24 | 7  | 15 | 2  | 42 | 27 | 15  |
| 4º  | Bella Vista          | 28  | 24 | 10 | 8  | 6  | 25 | 20 | 5   |
| 5º  | Montevideo Wanderers | 25  | 24 | 7  | 11 | 6  | 28 | 27 | 1   |
| 6º  | Progreso             | 24  | 24 | 6  | 12 | 6  | 27 | 32 | -5  |
| 7º  | Peñarol              | 22  | 24 | 5  | 12 | 7  | 30 | 31 | -1  |
| 8º  | Cerro                | 22  | 24 | 8  | 6  | 10 | 31 | 36 | -5  |
| 9º  | Sud América          | 20  | 24 | 6  | 8  | 10 | 29 | 39 | -10 |
| 10º | Miramar Misiones     | 20  | 24 | 6  | 8  | 10 | 23 | 32 | -9  |
| 11º | Huracán Buceo        | 20  | 24 | 5  | 10 | 9  | 21 | 37 | -16 |
| 12º | Rampla Juniors       | 19  | 24 | 5  | 9  | 10 | 21 | 32 | -11 |
| 13º | River Plate          | 16  | 24 | 3  | 10 | 11 | 17 | 30 | -13 |

|  | Campeão uruguaio e classificado à Liguilla Pré-Libertadores.       |
|  | Disputam a 2ª posição e classificados à Liguilla Pré-Libertadores. |
|  | Classificados à Liguilla Pré-Libertadores.                         |
|  | Disputa o acesso e descenso com Liverpool, Fénix e Colón.          |
|  | Rebaixado à Segunda Divisão.                                       |

Promovido para a próxima temporada: Central Español.

## Playoffpela 2ª posição
| {{{data}}} | Danubio | 2 – 1  | Defensor |  |
|            |         | data = |          |  |

## Disputa pelo acesso e descenso
| Pos | Equipe        | Pts | J | V | E | D | GP | GC | SG |
| --- | ------------- | --- | - | - | - | - | -- | -- | -- |
| 1º  | Huracán Buceo | 10  | 6 | 5 | 0 | 1 | 9  | 4  | 5  |
| 2º  | Liverpool     | 7   | 6 | 3 | 1 | 2 | 9  | 8  | 1  |
| 3º  | Fénix         | 6   | 6 | 2 | 2 | 2 | 8  | 8  | 0  |
| 4º  | Colón         | 1   | 6 | 0 | 1 | 5 | 5  | 11 | -6 |

O Huracán Buceo permaneceu na Primeira Divisão e os demais clubes na Segunda Divisão.

## Liguilla Pré-Libertadores da América
A Liguilla Pré-Libertadores da América de 1983 foi a 10ª edição da história da Liguilla Pré-Libertadores, competição disputada entre as temporadas de 1974 e 2008–09, a fim de definir quais seriam os clubes representantes do futebol uruguaio nas competições da CONMEBOL. O torneio de 1983 consistiu em uma competição com um turno, no sistema de todos contra todos. O vencedor foi o Danubio, que obteve seu 1º título da Liguilla.

### Classificação da Liguilla
| Pos | Equipe               | Pts | J | V | E | D | GP | GC | SG |
| --- | -------------------- | --- | - | - | - | - | -- | -- | -- |
| 1º  | Danubio              | 9   | 5 | 4 | 1 | 0 | 7  | 2  | 5  |
| 2º  | Nacional             | 7   | 5 | 3 | 1 | 1 | 8  | 7  | 1  |
| 3º  | Bella Vista          | 5   | 5 | 2 | 1 | 2 | 5  | 6  | -1 |
| 4º  | Peñarol              | 4   | 5 | 2 | 0 | 3 | 6  | 4  | 2  |
| 5º  | Defensor             | 4   | 5 | 2 | 0 | 3 | 8  | 8  | 0  |
| 6º  | Montevideo Wanderers | 1   | 5 | 0 | 1 | 4 | 2  | 9  | -7 |

|  | Campeão da Liguilla e classificado à Libertadores de 1984. |
|  | Classificado à Libertadores de 1984.                       |

## Premiação
| Campeonato Uruguaio de 1983   |
| ----------------------------- |
| Nacional Campeão (34º título) |